# 塚廻り古墳群
座標: 北緯36度17分07.4秒 東経139度25分25.9秒 / 北緯36.285389度 東経139.423861度

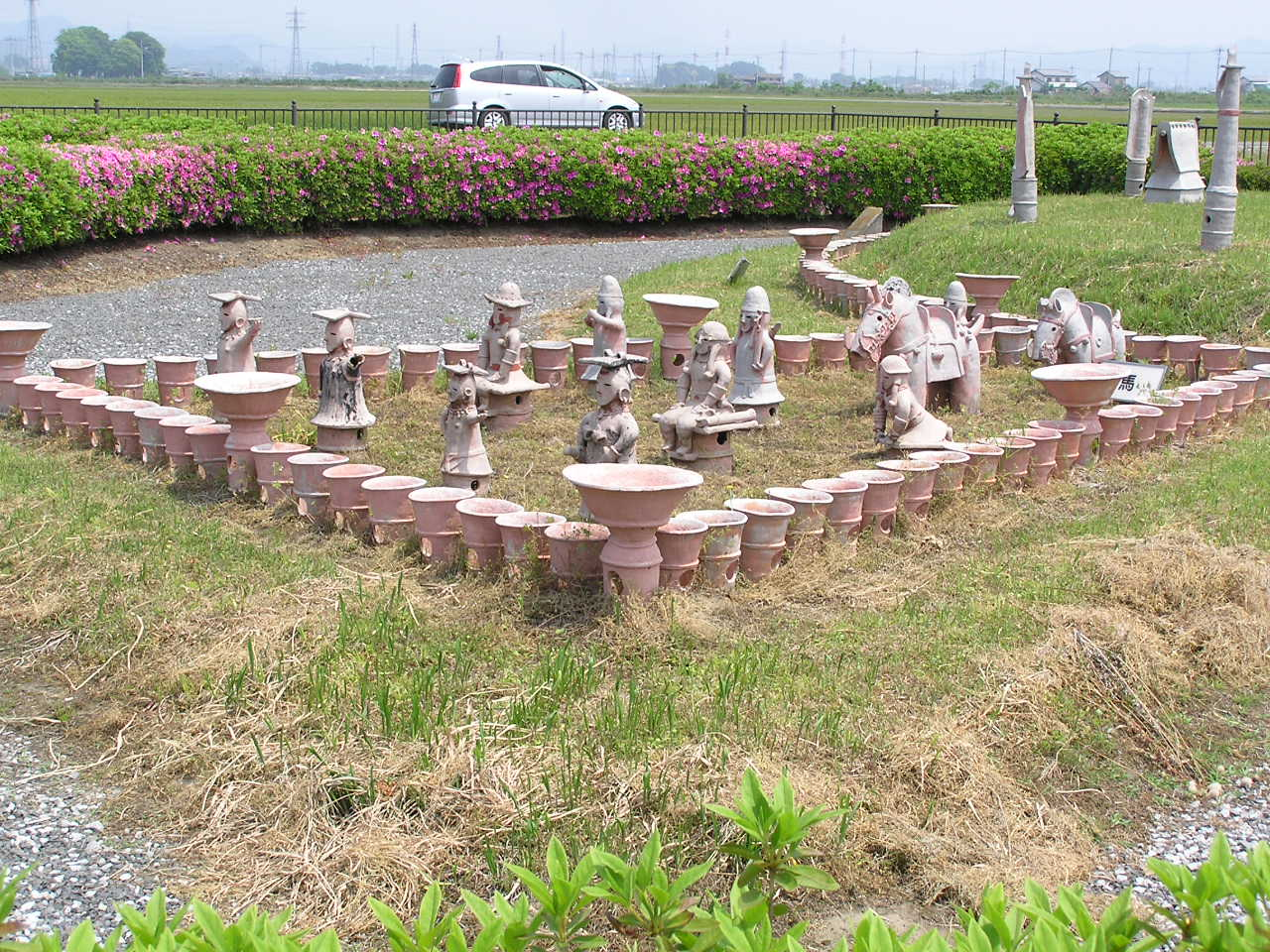
塚廻り4号墳 埴輪群（復元）

塚廻り古墳群（つかまわりこふんぐん、塚廻古墳群）は、群馬県太田市龍舞町にある古墳群。4号墳は群馬県指定史跡に指定され、古墳群出土品は国の重要文化財に指定されている。
現在では、4号墳は3号墳前方部とともに古墳公園として復元整備されている。

## 一覧
| 古墳名 | 規模  | 形状         | 備考         |
| ------ | ----- | ------------ | ------------ |
| 1号墳  | 26.1m | 帆立貝型古墳 | 削平         |
| 2号墳  | 24m   | 帆立貝型古墳 | 削平         |
| 3号墳  | —     | 帆立貝型古墳 | 一部保存     |
| 4号墳  | 22.5m | 帆立貝型古墳 | 復元、県史跡 |
| 5号墳  | 16m   | —            | 削平         |
| 6号墳  | 19m   | —            | 削平         |
| 7号墳  | 20m   | 円墳         | 削平         |
| 8号墳  | —     | —            | 削平         |
| 9号墳  | —     | —            | 削平         |
| 10号墳 | —     | 帆立貝型古墳 | 埋め戻し保存 |
| 11号墳 | 16.1m | 円墳         | 埋め戻し保存 |
| 12号墳 | 9.5m  | 円墳         | 埋め戻し保存 |
| 13号墳 | —     | 円墳         | 埋め戻し保存 |

## 画像
注記以外は群馬県立歴史博物館企画展示時に撮影。

1・3号墳出土
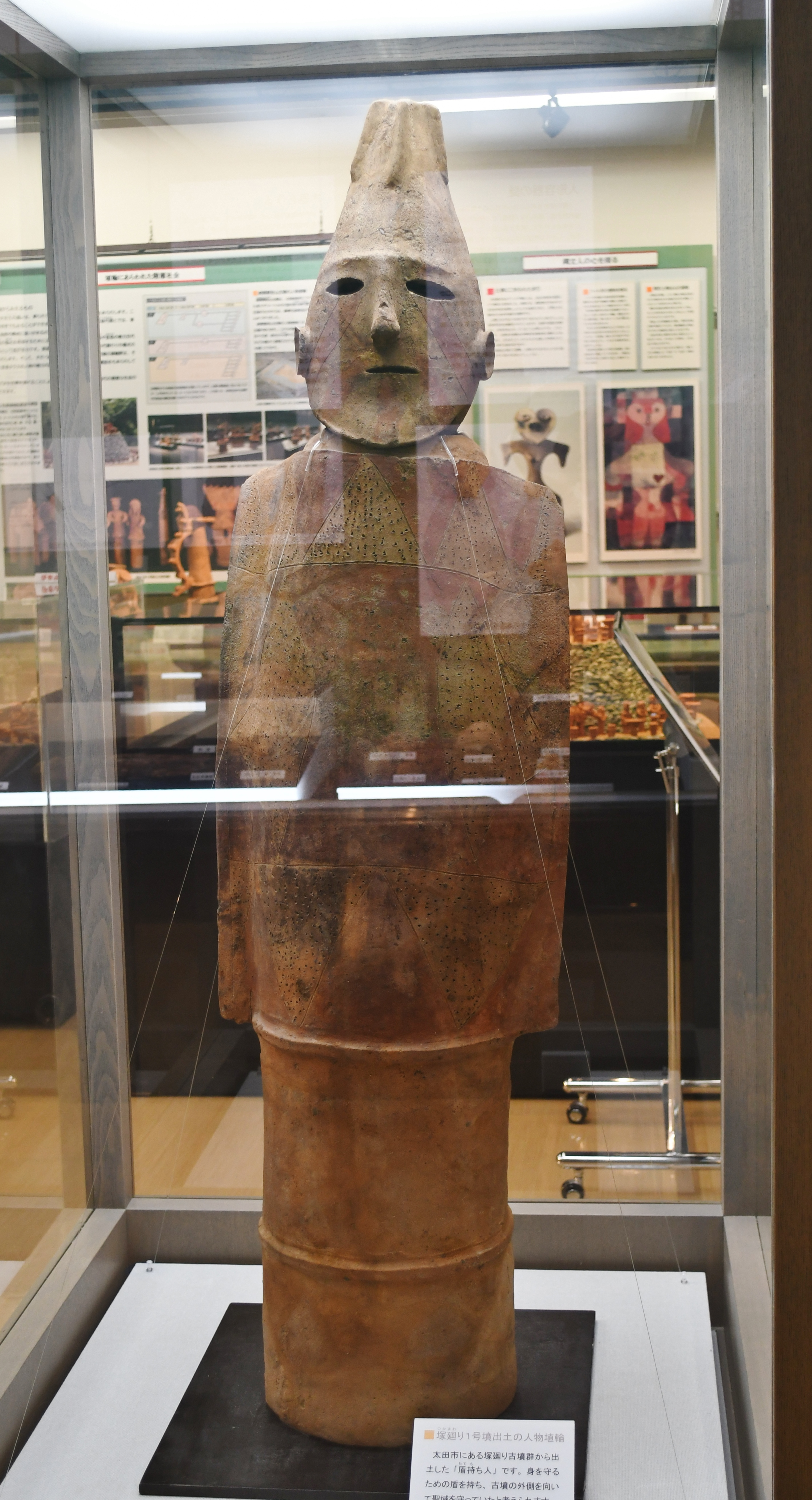
1号墳 盾持ち人 群馬県埋蔵文化財調査センター発掘情報館展示。
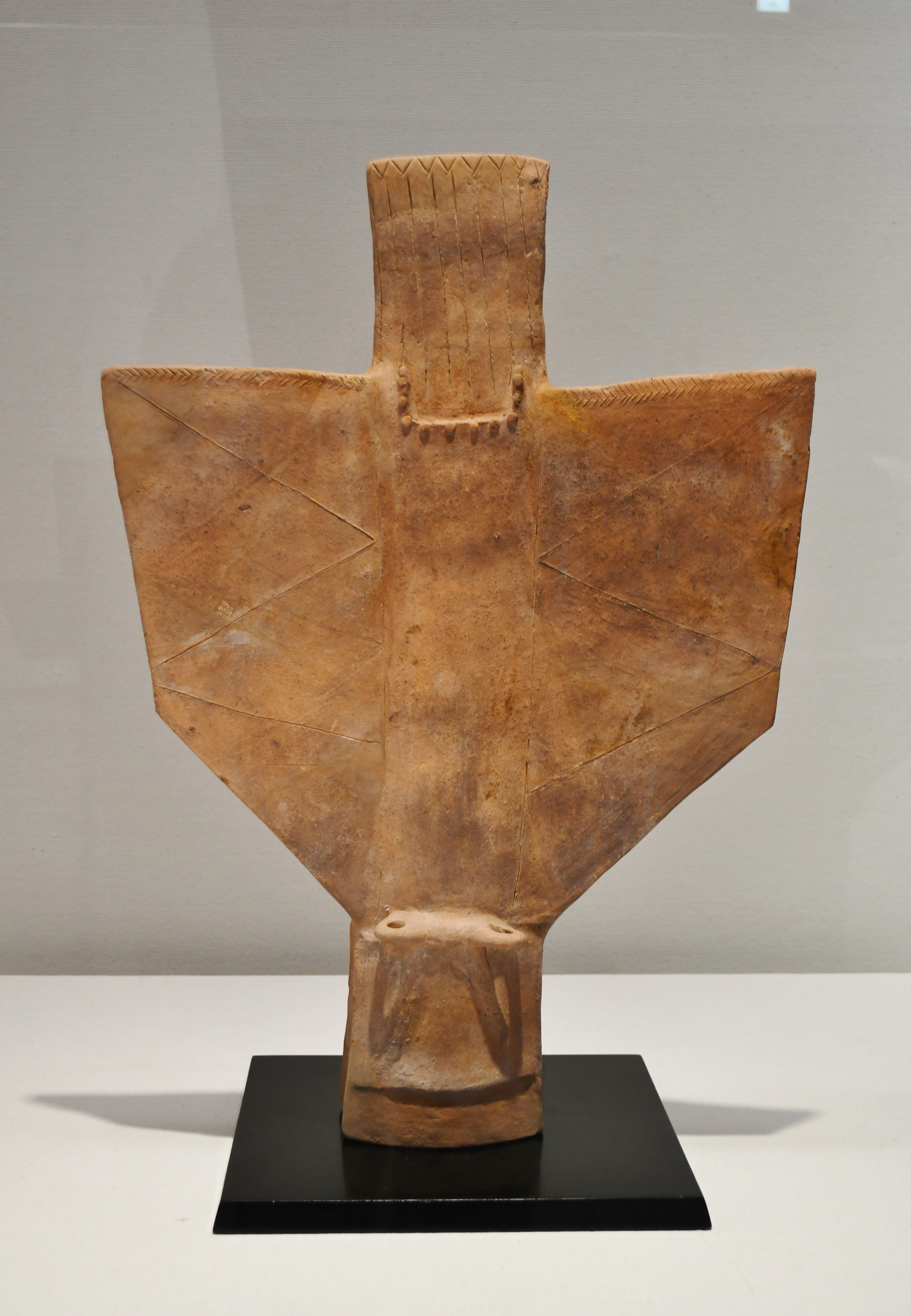
1号墳 靫
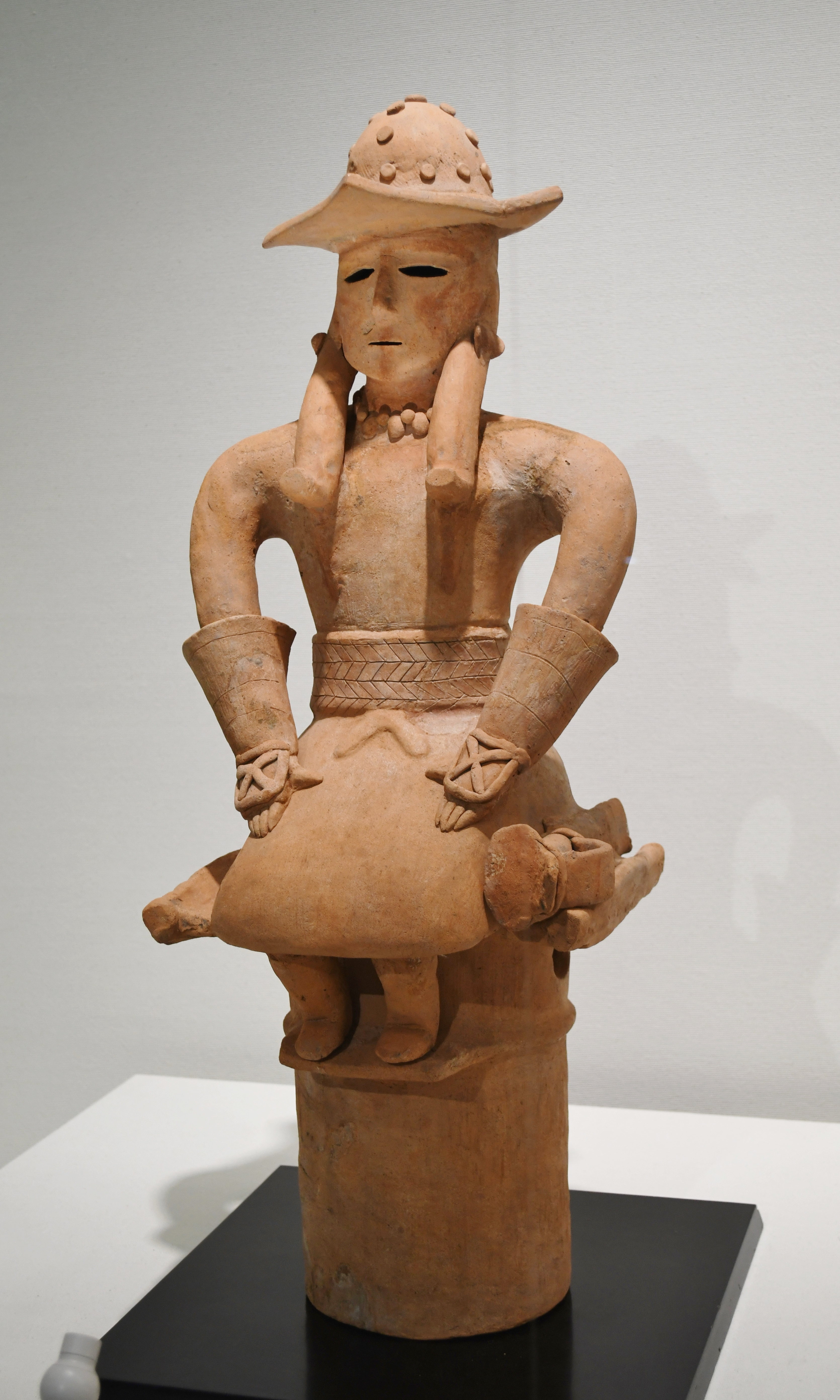
3号墳 倚座の男子
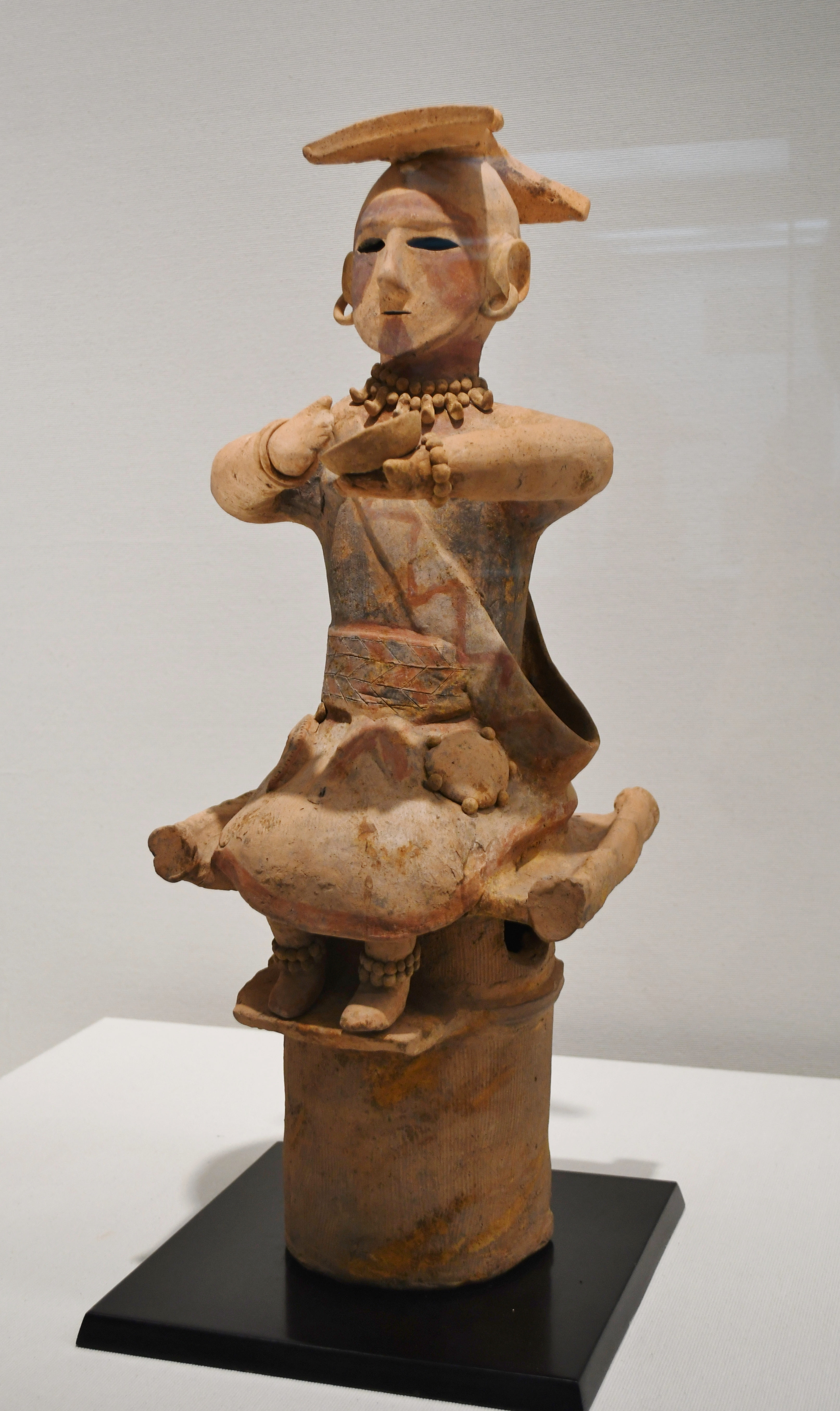
3号墳 倚座の女子
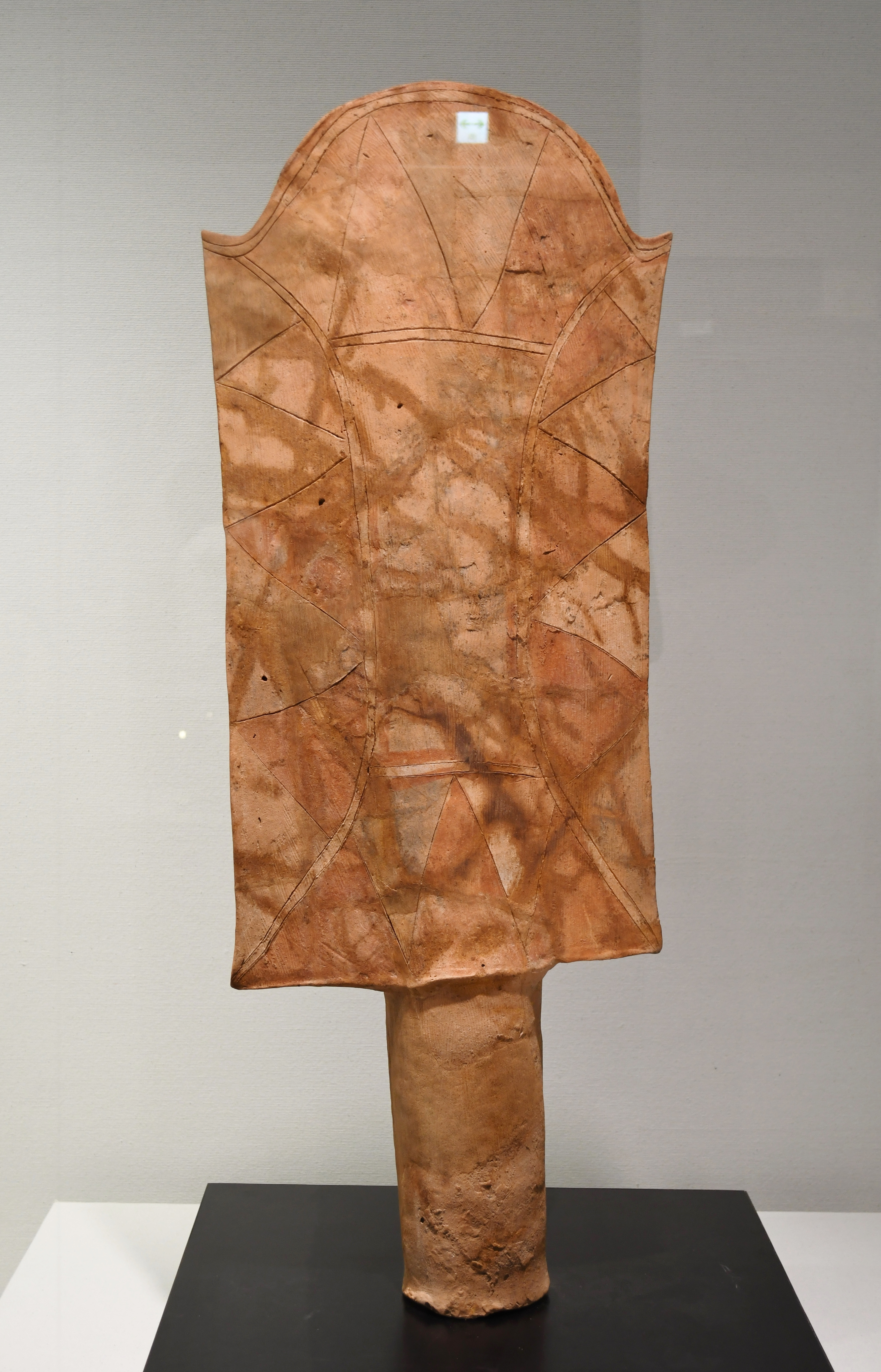
3号墳 盾

4号墳出土
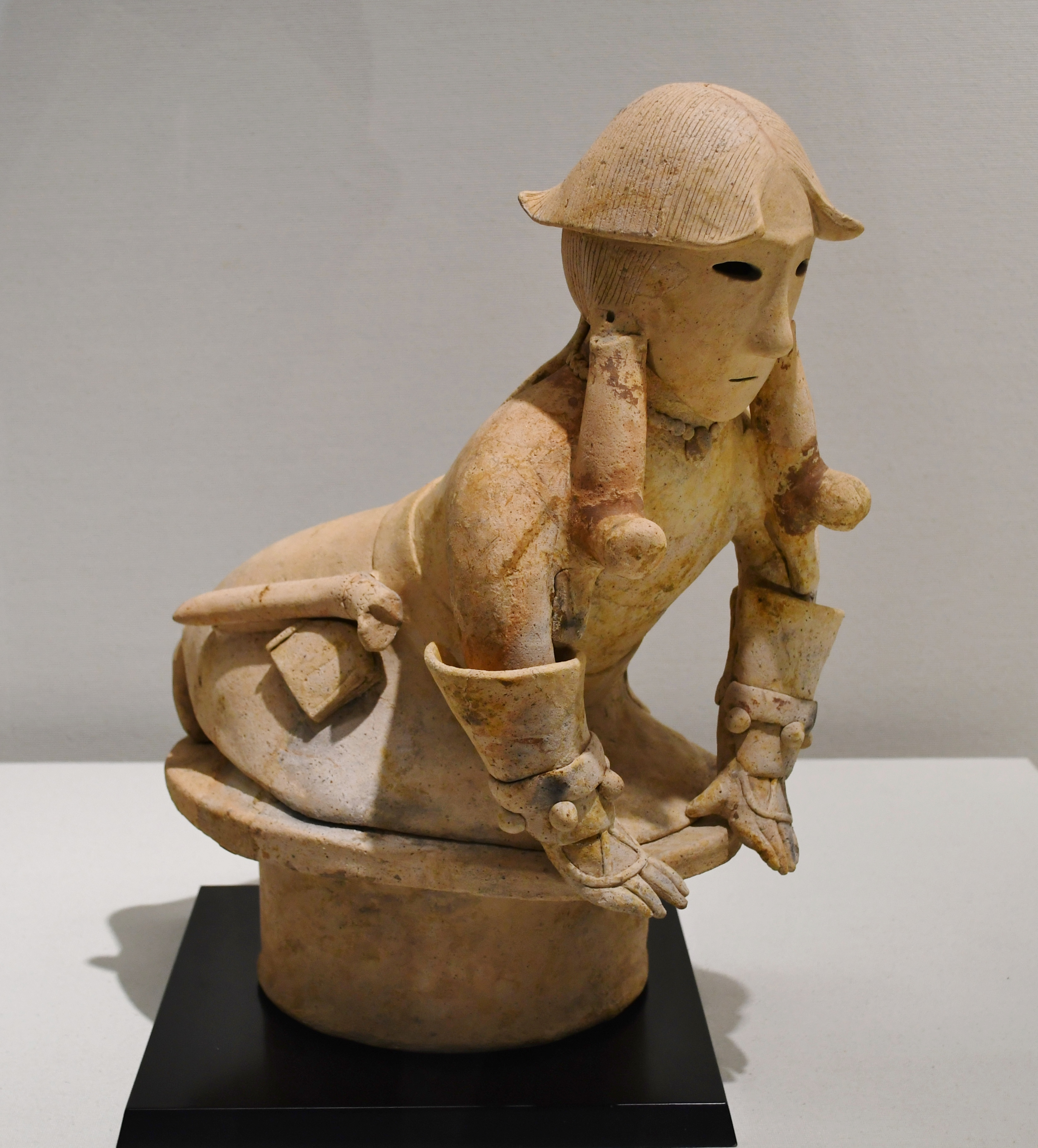
跪座の男子
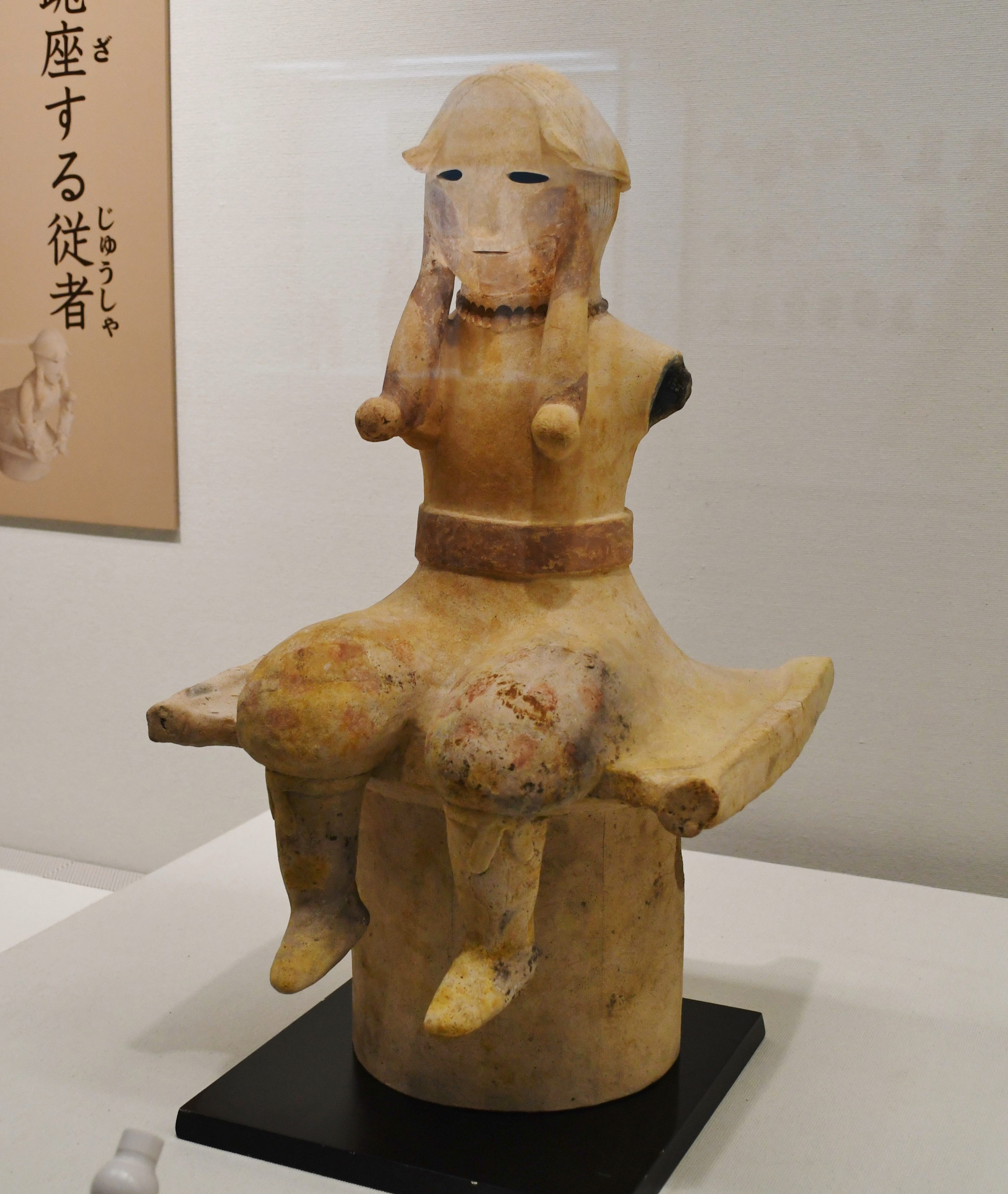
倚座の男子
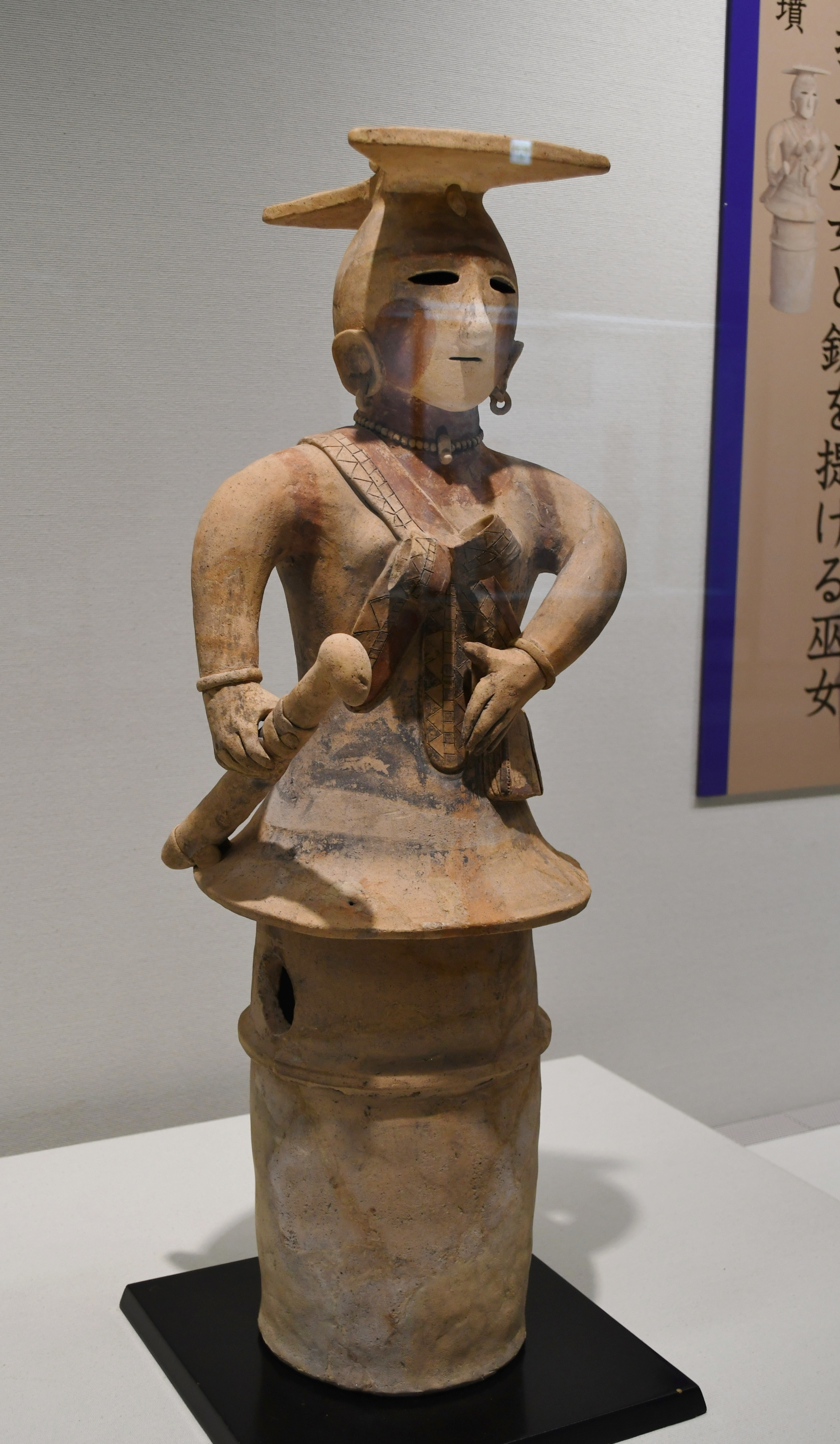
大刀を持つ女子
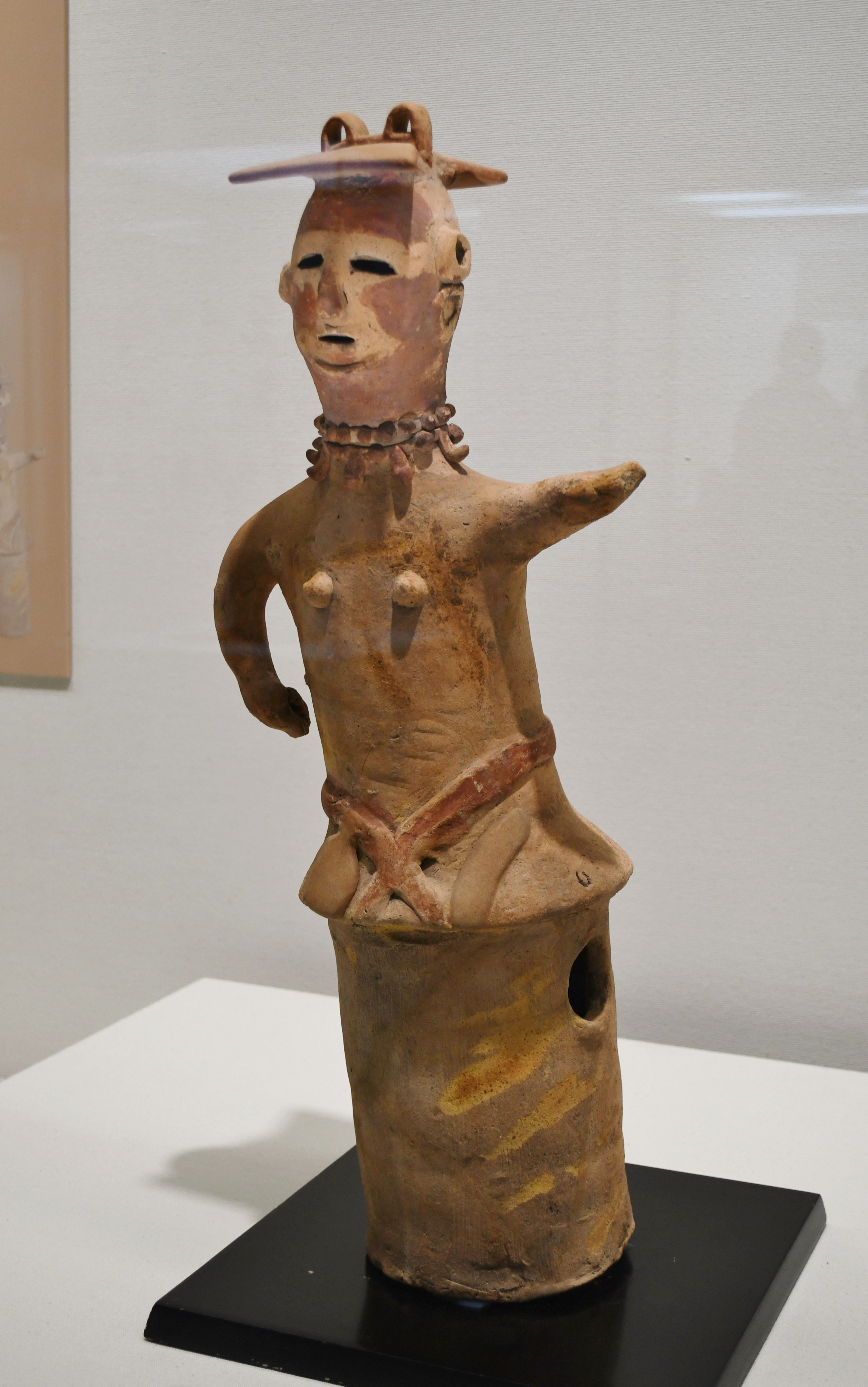
左手を挙げる女子
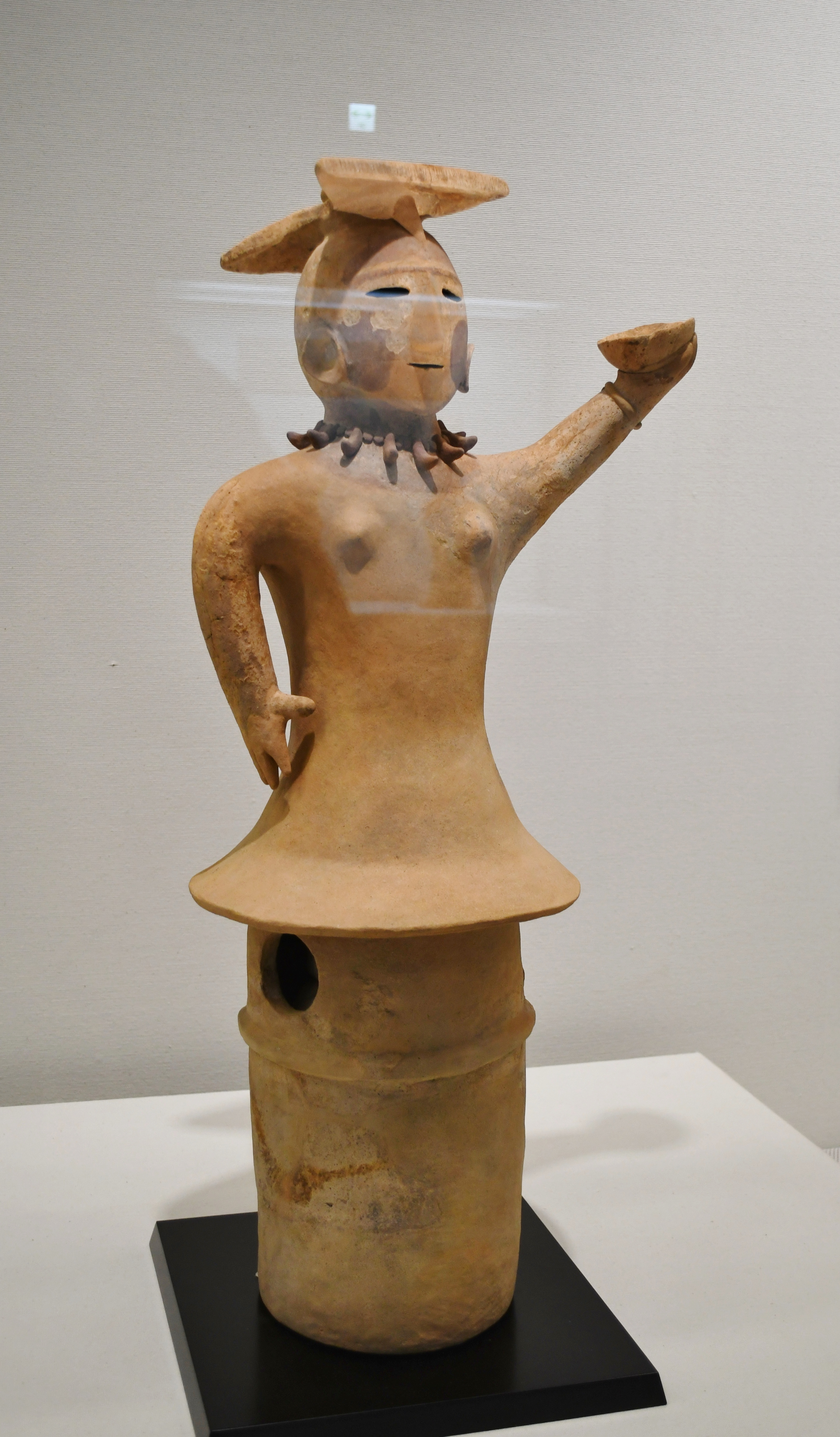
坏を持つ女子
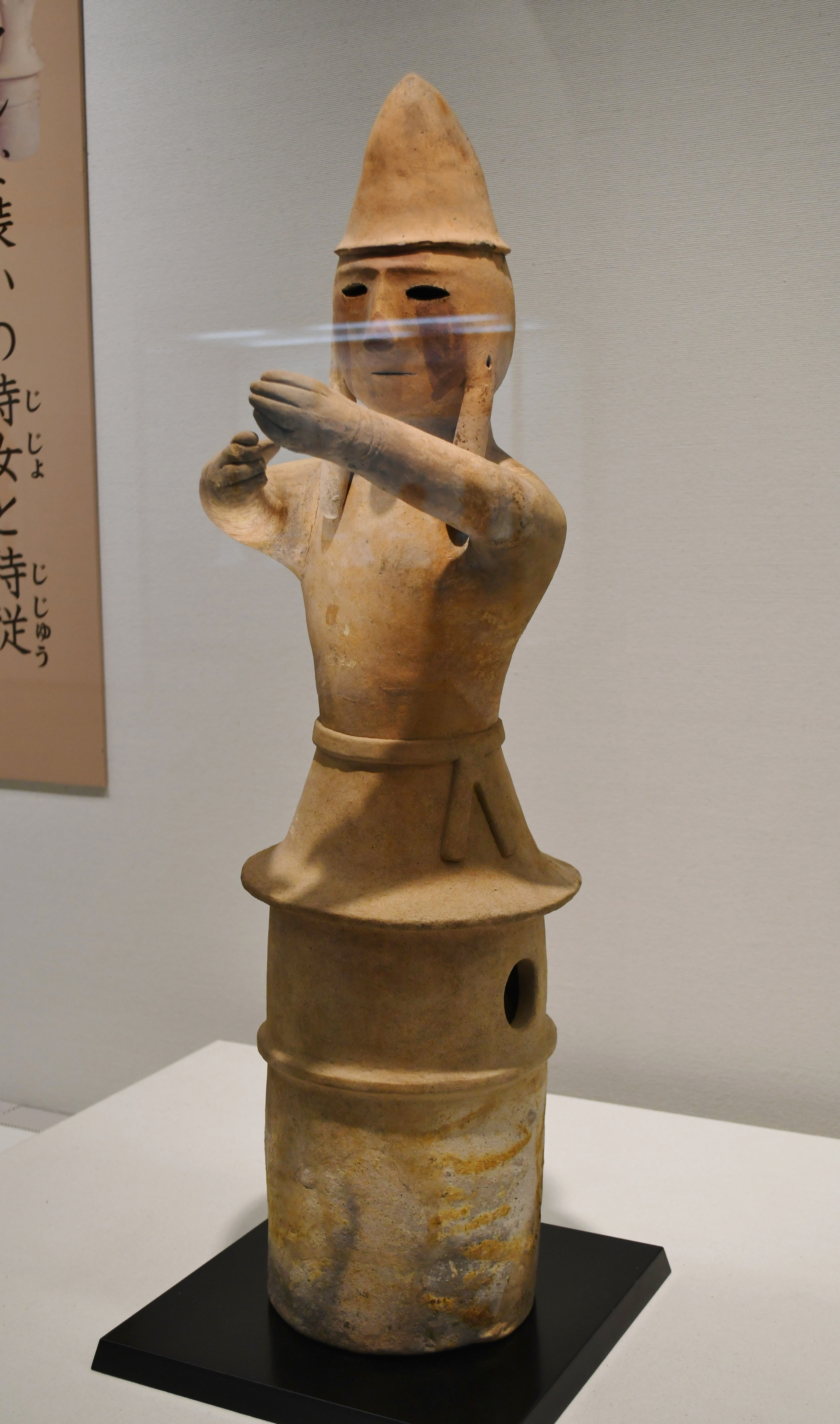
捧げ持つ男子
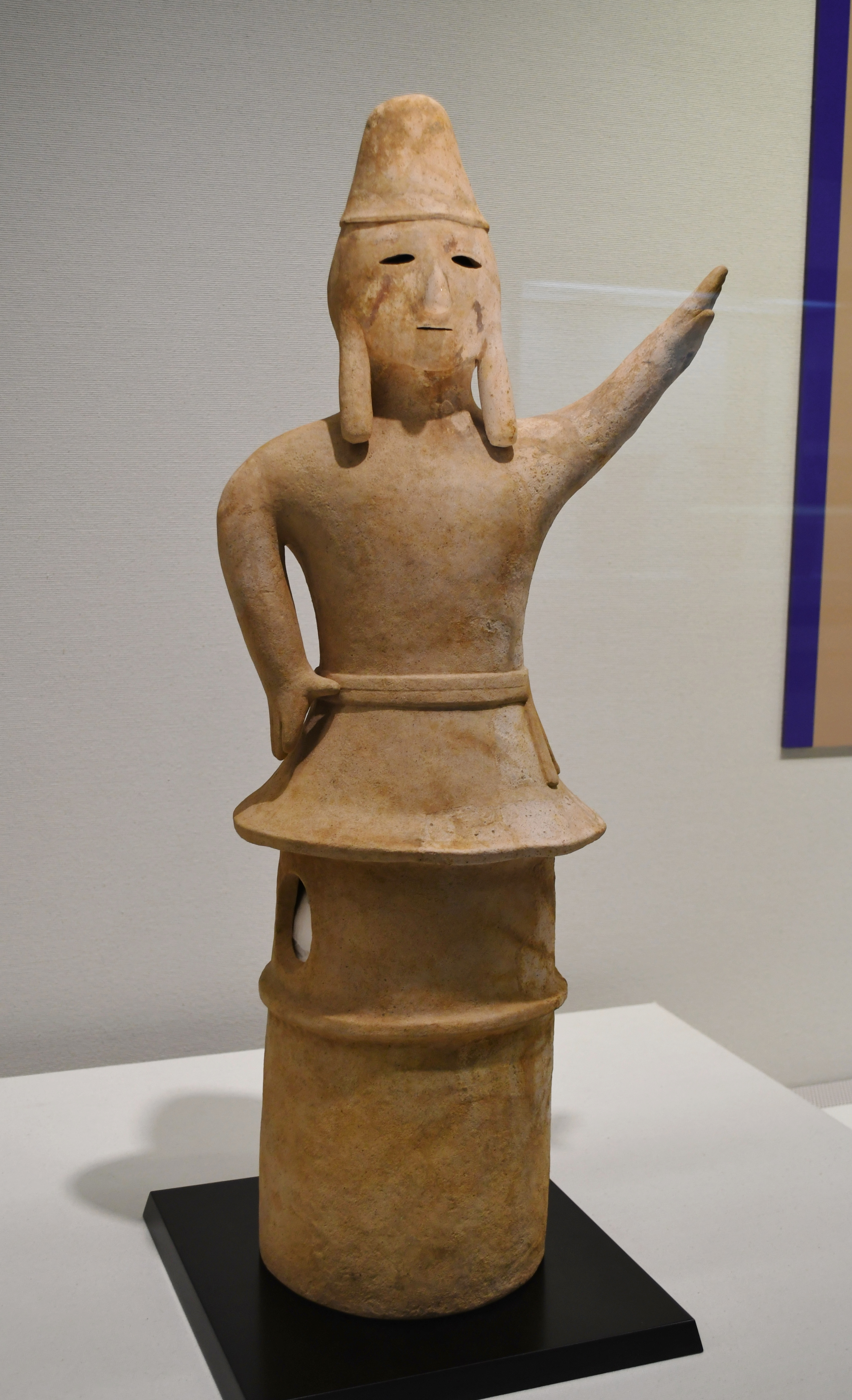
左手を挙げる男子
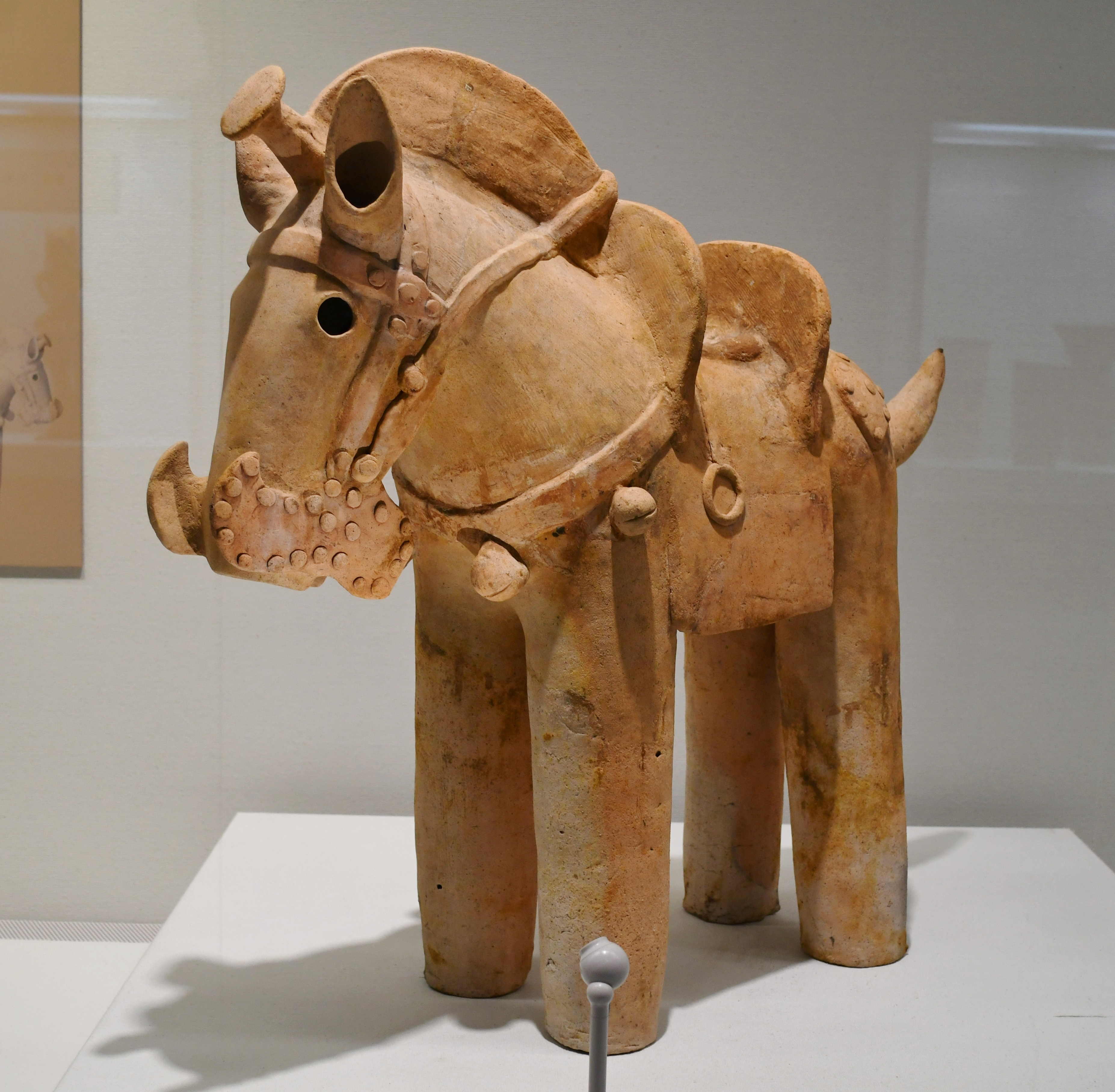
飾り馬
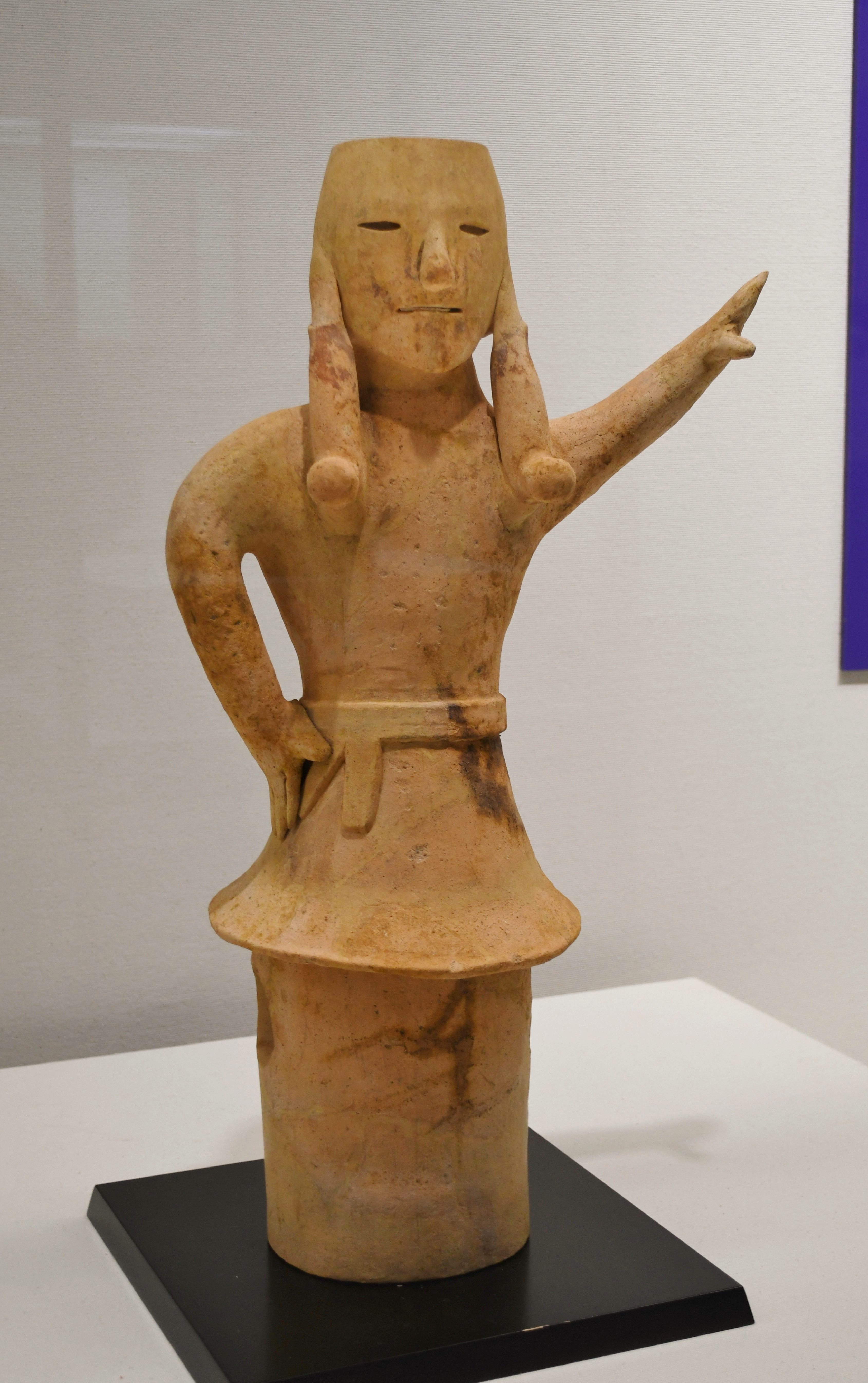
左手を挙げる男子
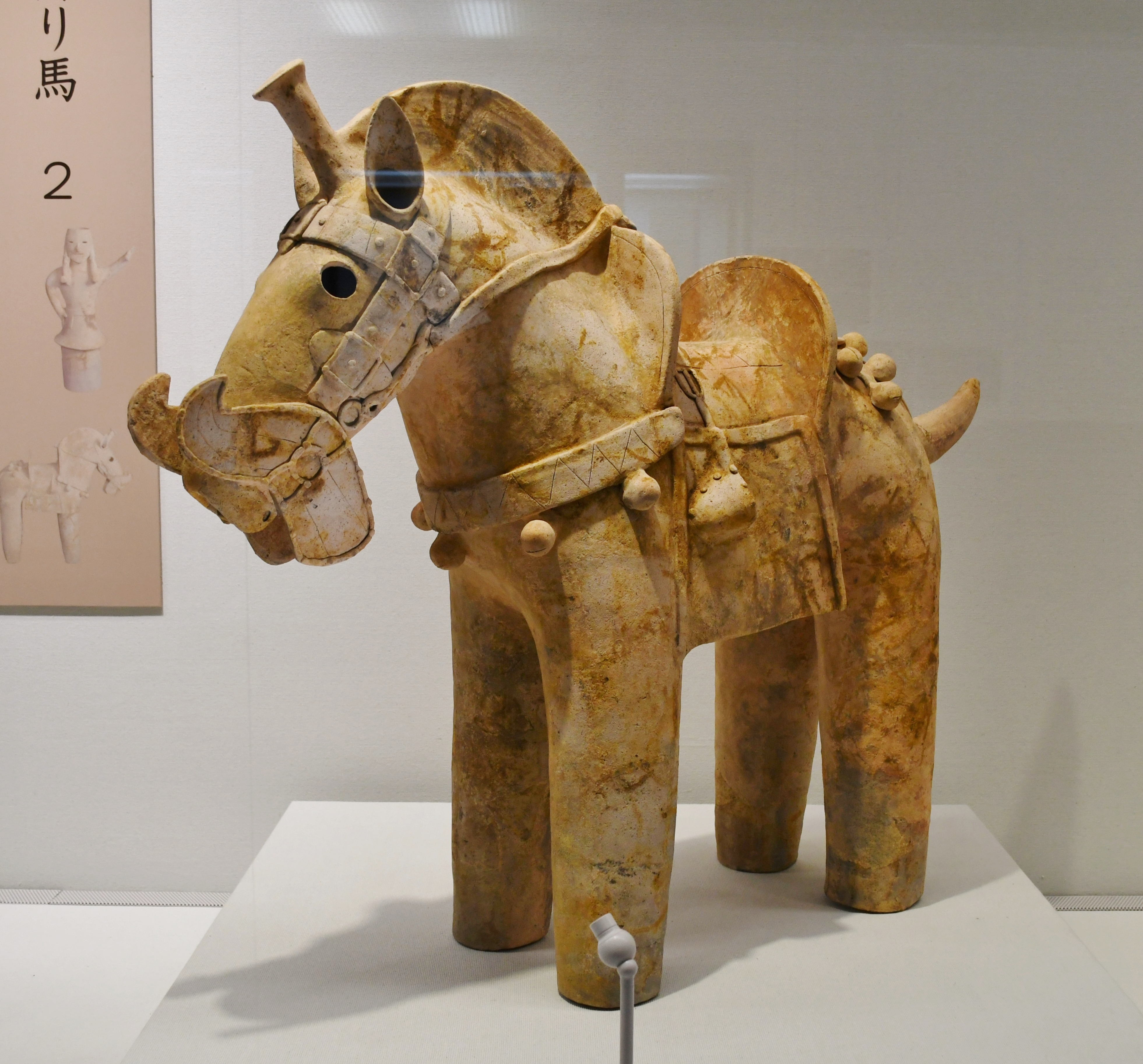
飾り馬
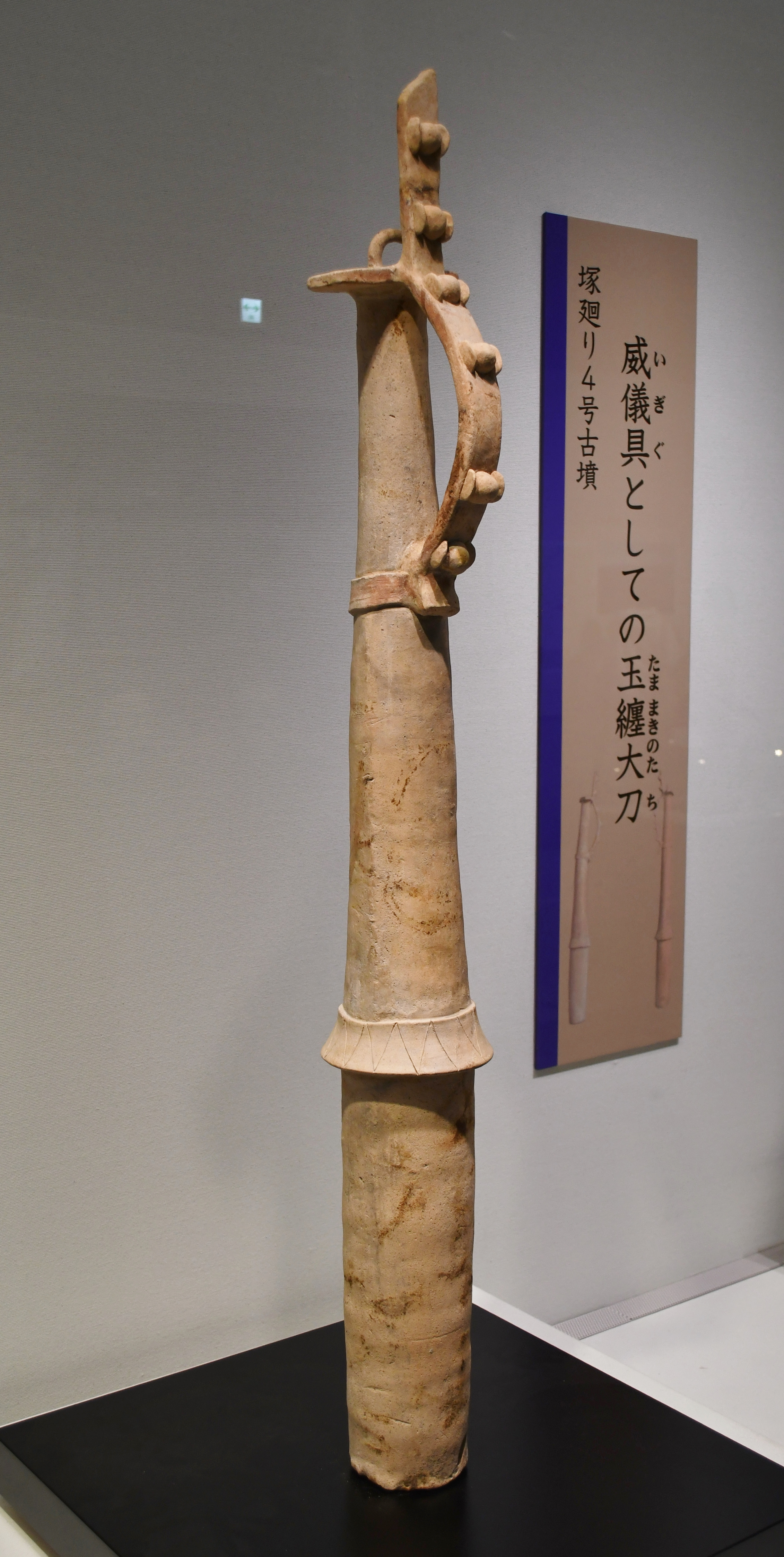
大刀
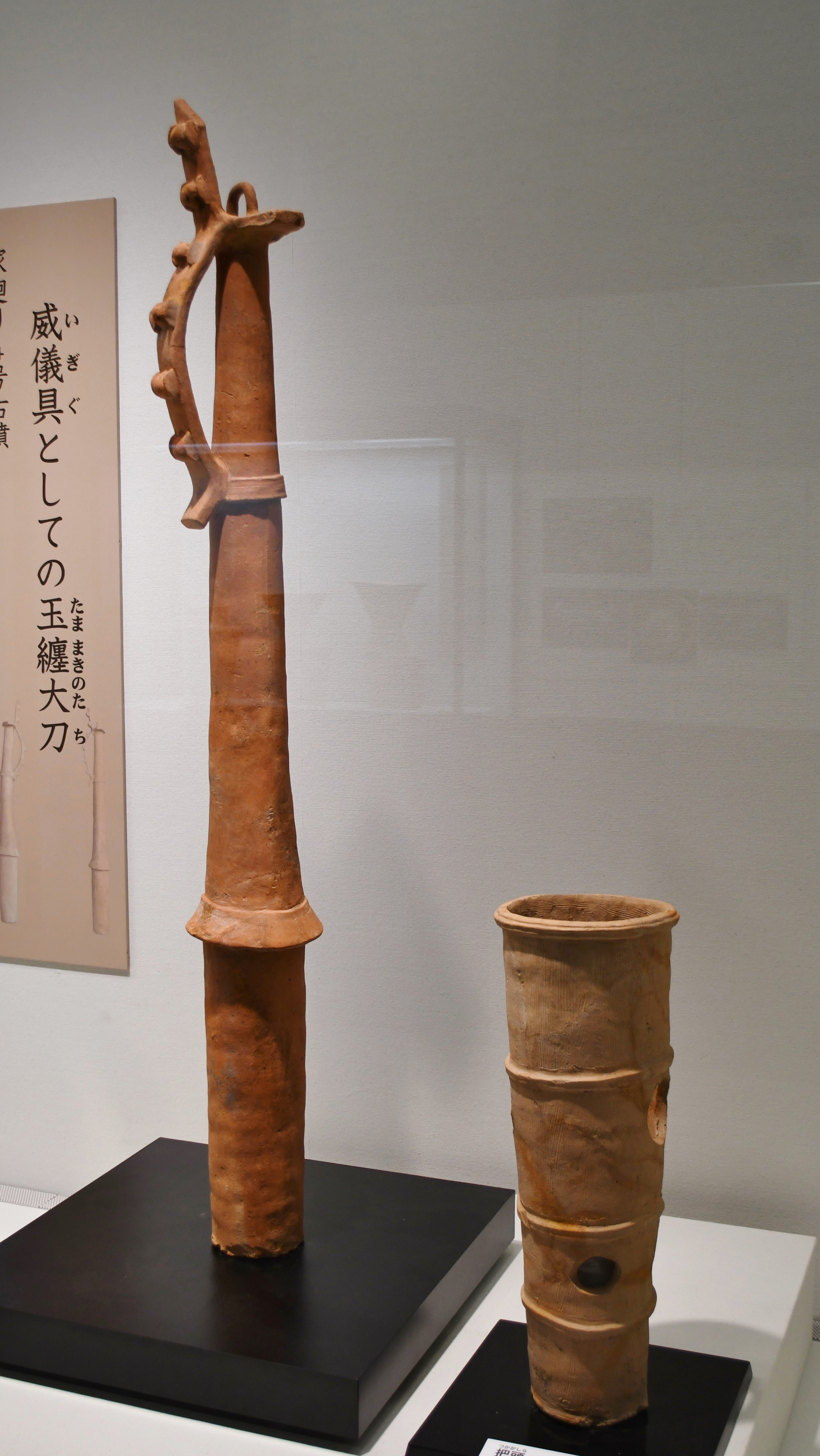
大刀

## 文化財

### 重要文化財（国指定）
- 上野塚廻り古墳群出土埴輪（考古資料） - 明細は以下。所有者は国（文化庁）、群馬県立歴史博物館保管。1985年（昭和60年）6月6日指定[13]
  - 第1号墳出土
    - 盾持男子像 1箇

  - 第3号墳出土
    - 女子倚像 1箇
    - 盾 2箇

  - 第4号墳出土
    - 女子像 2箇
    - 馬 1箇
    - 大刀（基台共） 2箇

  - 附 人物残欠 26箇分
  - 附 馬残欠 3箇分
  - 附 大刀残欠 9箇分
  - 附 靱残欠 2箇分
  - 附 盾残欠 5箇分
  - 附 家残欠 1箇分
  - 附 基台 残欠共 一括
  - 附 円筒埴輪 残欠共 一括

### 群馬県指定文化財
- 史跡
  - 塚廻古墳群第4号古墳 - 1977年（昭和52年）9月20日指定[14]。